# The Italian Job (gra komputerowa)
The Italian Job – komputerowa gra akcji stworzona na podstawie filmu Włoska Robota przez brytyjskie studio Pixelogic. W grze gracz przenosi się w lata 70. i wciela się w Charliego Crokera. Kradnie on 4 mln dolarów z włoskiego banku w Turynie.

## Rozgrywka
Akcja gry ma miejsce w Brytyjskim Londynie i Włoskim Turynie. Gracz ma do wykonania 16 misji głównych w trybie Italian Job.

### Tryby gry
W grze istnieje pięć trybów gry: Free Ride (umożliwia graczowi jazdę po odblokowanych miastach), 10 poziomów w trybie Challenge Levels (gracz musi wykonywać konkretne zadania), 20 poziomów w trybie Destructor Levels (głównym zadaniem jest destrukcja) oraz 20 poziomów w trybie Checkpoint Levels (jazda na czas).
W grze występują trzy tryby rozgrywki wieloosobowej dla 8 graczy: Challenge, Destructor oraz Checkpoint.